# Fasolki
Fasolki – dziecięcy zespół wokalno-taneczny z Warszawy, który powstał dla potrzeb Telewizji Polskiej w 1983 r. Występowali regularnie w programach dziecięcych, takich jak: Fasola, Tik-Tak, Ciuchcia, Teleferie, Jedyneczka i Budzik.
Do najbardziej znanych piosenek zespołu należą:  Myj zęby, Mydło lubi zabawę, Domowa piosenka, Czuję głód, Zabiorę brata, A ja rosnę, Kropelka złotych marzeń, Witaminki dla chłopczyka i dziewczynki, Ciocia z Ameryki, Dżdżownica jazz i inne. 
W ich repertuarze znajduje się ponad 500 utworów napisanych przez: Ewę Chotomską, Andrzeja M. Grabowskiego, Krzysztofa Marca, Jarosława Kukulskiego, Adama Skorupkę, Wandę Chotomską, Teresę Niewiarowską i innych.
Z Fasolek wywodzi się kilkoro aktorów i piosenkarzy, m.in. Joanna Jabłczyńska, Monika Mrozowska, Aneta Zając, Grzegorz Hardej, Robert Gołaszewski, Sebastian Cybulski, Arkadiusz Niezgoda, Jacek Wolszczak, Hanna Górecka.
Zespół Fasolki funkcjonuje przy Młodzieżowym Domu Kultury przy ul. Łazienkowskiej w Warszawie.
W 2013 roku zespół obchodził 30-lecie istnienia w teatrze Komedia w Warszawie, pod honorowym patronatem małżonki prezydenta Bronisława Komorowskiego – Anny Komorowskiej. W 2018 roku zespół obchodził 35-lecie istnienia w warszawskim Teatrze Palladium. Fasolki otrzymały Odznakę Honorową Zasłużonego dla Warszawy, a Ewa Chotomska, Andrzej M. Grabowski i Krzysztof Marzec - Odznaki Honorowe za Zasługi dla Ochrony Praw Dziecka. W 2019 roku Ewie Chotomskiej przyznano Order Uśmiechu.

## Dyskografia
- 2022 –  Jak urosnę - Sokół feat. Fasolki
- 2018 – Kolorowe dni z Fasolkami
- 2016 – Fasolki na lato
- 2015 – Fasolkowe kołysanki – Volume 7
- 2015 – Fasolkowe zwierzaki – Volume 6
- 2014 – Fasolkowa gwiazdka – Volume 5
- 2014 – Pan Tik-Tak naprawdę i na niby. Volume 4
- 2014 – Pan Tik-Tak przez cały ro(c)k. Volume 3
- 2014 – Piosenki z nowego plecaka Pana Tik-Taka. Volume 2
- 2014 – Piosenki pana Tik-Taka vol. 1
- 2013 – 30 przebojów na 30-lecie
- 2010 – Dzień Dzieciaka – 20 nowych piosenek Fasolek – dodatek do czasopisma „Mam Dziecko” (premiera w maju 2010)
- 2008 – Budzik z Fasolkami
- 2008 – Nie ma jak Fasolki – 25 lat
- 2006 – Pioseneczki Jedyneczki 3
- 2006 – Po co jest zima? (wznowienie rozszerzone)
- 2006 – Przeboje Pana Tik-Taka cz. 2
- 2005 – Przeboje Pana Tik-Taka cz. 1
- 1998 – Fasolki – Po co jest zima?
- 1992 – Fasolki – Tik-Tak przez cały rok
- 1991 – Kolędy Tik-Taka
- 1991 – Piosenki z plecaka Tik-Taka (wznowienie na CD)
- 1989 – Tik-Tak naprawdę i na niby
- 1988 – Piosenki z plecaka Tik-Taka
- 1988 – Fasola 2 – przeboje z telewizyjnego teatrzyku piosenki dla dzieci
- 1988 – Fasola 1 – przeboje z telewizyjnego teatrzyku piosenki dla dzieci
- 1987 – Piosenki Pana Tik-Taka

## Nagrody
- 2018 – Odznaka Honorowa Zasłużonego dla Warszawy
- 2021 – Złota ŻyRafka przyznawana przez Interdyscyplinarny Festiwal Sztuk Miasto Gwiazd[3]